# Ујгурски језик
Ујгурски језик (ئۇيغۇر تىلى, Уйғур тили, Uyghur tili, Uyƣur tili или ئۇيغۇرچە, Уйғурчә, Uyghurche, Uyƣurqə) је туркијски језик којим говори између 8 и 11 милиона људи, а пре свега га користе ујгури у Аутономном ујгурском региону Синкјанг у западној Кини, где се користи као званични језик. Значајан број људи који говоре ујгурски живе у Казахстану и Узбекистану.
Ујгурски припада карлукском огранку туркијских језика. који укључује саларски и узбечки језик. Ујгурски је током историје био под снажним утицајем персијског и арапског језика, а у последње време и мандаринским кинеским и руским језиком.
Арапски систем писања је најчешћи и једини стандардни у Кини, мада се користе и други системи писања.

## Историја
Старотуркијски језик се користио од 7. до 13. века у Монголији и региону Синкјанг. Директни потомак је ујгурски туркменистански језици, који укључују ујгурски и узбечки језик. 
Вероватно око 1077, туркијски учењак Махмуд ал Кашгари из Кашага у данашњем Синкјангу, објавио је речник и опис географску расподелу туркијских језика. 
Старотуркијски језик, услед утицаја персијске и арапске културе након 13. века, развио се у чагатајски језик, књижевни језик који се користио широм Централне Азије до 20. века. Након нестанка чагатајској, стандардне варијанте ујгурског и узбечког су развиле своје дијалекте. 
Назив ујгурски језик је своје име добио у Совјетском Савезу 1922. и у Синкјангу 1934. Сергеј Малов је био носилац промене имена са туркијског на ујгурски језик.

## Класификација
Ујгурски језик припада карликско туркијском огранку туркијских језика. Близак је ајну, лопском, или туркијском језику, као и данас изумрели језици старотуркијски и чагатајском, као и нешто удаљенијем узбечком језику.

### Дијалекти
Ујгурски језик има три главна дијалекта који су географски расподељени. Сваки дијалекат има више поддијалеката.
- централни: говори се у од града Кумила до Јарканда на југу
- јужни: говори се од Гуме до Чаркалика на истоку
- источни: говори се од Чаркалика до Чонкола на северу

Централни дијалект користи око 90% ујгура, док остале дијалекте користи релативно мала мањина.